# جون باتري
جون باتري (مواليد 27 ديسمبر 1996) هو لاعب كرة طائرة فرنسي فاز مع منتخب بلاده بذهبية أولمبياد 2020.

## وصلات خارجية
- جون باتري على موقع الاتحاد الأوروبي (الإنجليزية)
- جون باتري على موقع عالم الكرة الطائرة (الإنجليزية)
- جون باتري على موقع Ligue Nationale de Volley (الفرنسية)
- جون باتري على موقع دوري الدرجة الأولى الإيطالي للكرة الطائرة - رجال (الإيطالية)
- جون باتري على موقع اللجنة الأولمبية الدولية (الإنجليزية)
- جون باتري على موقع أوليمبيديا (الإنجليزية)